# 惠特蘭 (密蘇里州)
惠特蘭（英語：Wheatland）是位於美國密蘇里州希科里縣的城市。

## 人口
根據2020年美國人口普查的數據，惠特蘭的面積為3.02平方千米，皆為陸地。當地共有人口277人，而人口密度為每平方千米92人。